# 萊德尼科夫灣
66°34′S 92°22′E / 66.567°S 92.367°E
萊德尼科夫灣是南極洲的海灣，位於瑪麗皇后地，處於麥克唐納灣以西，該海灣根據美國海軍拍攝的空中照片被繪入地圖，現時由南極條約體系管理。